# 邱式邦
邱式邦（1911年8月10日—2010年12月29日），男，浙江湖州人，中国植物保护专家、昆虫学家。

## 生平
邱式邦生于浙江省湖州市吴兴县（今吴兴区）。1931年，邱式邦考入上海沪江大学生物学系；1935年毕业，获得理学学士学位。毕业后曾任中央农业所（当时位于南京）技师。
1948年，获得英国文化委员会（British Council）奖学金资助，赴英国剑桥大学学习研究。1949年，进入英国剑桥大学动物系学习，师从V.B.Wriggleswoth教授。1951年10月，回国。
2010年12月29日，在北京逝世，享年100岁。